# 尼克·瓦诺斯
尼克·瓦诺斯（英語：Nick Vanos，1963年4月13日—1987年8月16日），美國前職業籃球運動員，主打位置為中鋒。瓦诺斯1963年生於加州聖馬刁，大學就讀圣克拉拉大学，在1985年NBA選秀會中，被鳳凰城太陽以第三十二順位選中。1987年8月16日，瓦諾斯逝世於西北航空255號班機空難，得年24歲。
於NBA生涯成績為平均3.3分、3.5籃板。

## 外部連結
- 尼克·瓦诺斯在NBA（英语）
- 尼克·瓦诺斯在Basketball-Reference.com（NBA）（英语）
- 尼克·瓦诺斯在Sports-Reference.com（NCAA）（英语）
- 尼克·瓦诺斯在RealGM（英语）
- 尼克·瓦诺斯在Proballers（英语）